# Bandbal-e Bala
Bandbal-e Bala – wieś w Iranie, w ostanie Chuzestan. W 2006 roku miejscowość liczyła 430 mieszkańców w 83 rodzinach.